# Subotinac
Subotinac (cyr. Суботинац) – wieś w Serbii, w okręgu niszawskim, w gminie Aleksinac. W 2011 roku liczyła 893 mieszkańców.